# 約克縣 (緬因州)
約克縣（英語：York County）是美国缅因州南部的一個郡，南界新罕布什尔州，面積3,293平方公里。根據2020年美國人口普查，共有人口21萬1,972人。縣治艾尔弗雷德該縣成立於1636年（當時仍屬麻薩諸塞州），縣名紀念當時的约克公爵（後來的英王詹姆斯二世）。